# Прайс, Молли
Мо́лли Э́ван Прайс (англ. Molly Evan Price; 15 декабря 1966, Норт-Плейнфилд, Нью-Джерси, США) — американская актриса.

## Биография
Молли Эван Прайс родилась 15 декабря 1966 года в Норт-Плейнфилде (штат Нью-Джерси, США). В 1984 году Молли окончила среднюю школу Норт-Плейнфилда, а позже получила высшее образование в Раттгерском университете.
Молли дебютировала в кино в 1991 году, сыграв роль Нормы в эпизоде Avenue Z Afternoon телесериала The General Motors Playwrights Theater. В 2002—2008 года Прайс играла роль миссис О'Фэллон в телесериале «Скорая помощь». Всего она сыграла более чем в 40 фильмах и телесериалах.
С 13 октября 2001 года Молли замужем за актёром Дереком Келли (род.1964). У супругов есть сын — Джейк Келли (род. в ноябре 2003).

## Избранная фильмография
| Год  |   | Русское название     | Оригинальное название | Роль             |
| ---- | - | -------------------- | --------------------- | ---------------- |
| 2000 | ф | Навязчивый сон       | Chasing Sleep         | Сьюзи            |
| 2012 | с | Бесстыжие            | Shameless             | Дотти Коронес    |
| 2016 | с | Мотель Бейтс         | Bates Motel           | детектив Чемберс |
| 2017 | с | Вражда: Бетт и Джоан | Feud: Bette and Joan  | Гарриет Олдрич   |